# Luísa de Meclemburgo-Güstrow
Luísa (Güstrow, 28 de agosto de 1667 – Copenhague, 15 de março de 1721) foi a primeira esposa do rei Frederico IV e rainha consorte do Reino da Dinamarca e Noruega de 1699 até sua morte. Era filha de Gustavo Adolfo, Duque de Meclemburgo-Güstrow, e sua esposa Madalena Síbila de Holstein-Gottorp.

## Juventude
Luísa nasceu em Güstrow na família do duque Gustavo-Adolfo e Madalena Sibila de Holsácia-Gottorp como uma tataraneta do rei Frederico II da Dinamarca. Seus avós maternos eram o duque Frederico III de Holsácia-Gottorp e Maria Isabel da Saxônia. Luísa cresceu em uma pequena corte caracterizada por sentimentos pietistas e religiosidade rígida liderada por seu pai, que tinha por prazer escrever canções religiosas. Quando Luísa foi escolhida como consorte do herdeiro dinamarquês ela recebeu a aceitação incondicional da casa real, enquanto o próprio príncipe herdeiro, apesar da promessa de maior escolha, de fato, não tinha outra escolha além das filhas do duque, Luísa foi a escolhida por Frederico entre as filhas solteiras porque ele esperava que ela aceitasse seus casos amorosos sem protestos.

## Rainha

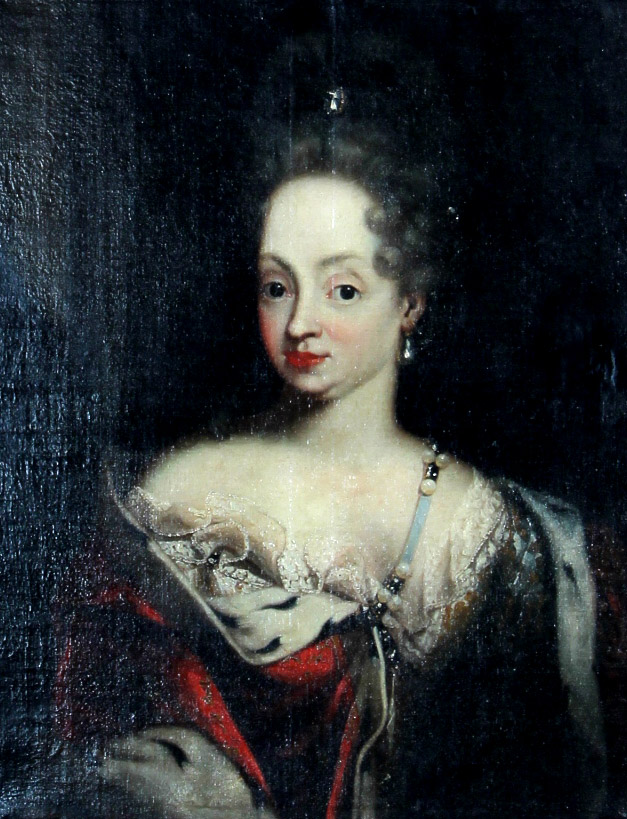
Retrato de Luísa, pintado por Jacob d'Agar.

A 5 de dezembro de 1695, Luísa casou-se com o príncipe-herdeiro Frederico e tornou-se rainha-consorte da Dinamarca em 1699. Os seus únicos filhos que chegaram à idade adulta foram o rei Cristiano VI da Dinamarca e a princesa Carlota Amália.

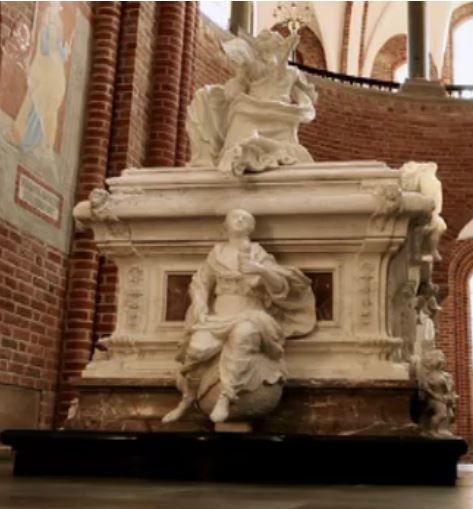
Sarcófago de Luísa, na catedral de Roskilde.

Luísa viveu uma vida calma na corte dinamarquesa. Ao contrário de Frederico nunca conseguiu conquistar o seu povo. Luísa aparecia em cerimónias oficiais com a pompa destinada a uma rainha, mas tirando isso era ignorada na corte e a sua vida isolada e bucólica fez com que se tornasse menos conhecida na história. Suas atitudes diante dos escândalos praticados por Frederico IV fez que ela não ganhasse o respeito da casa real, sendo tida como incapaz para sua grande tarefa como rainha. Diz-se que fazia escândalos por causa dos casos amorosos de Frederico e que tinha mau feitio. A rainha Luísa sofria por causa da infidelidade do marido, o que provocava cenas vexatórias diante da corte. Frederico chegou a contrair dois casamentos morganáticos enquanto ainda estava casado com Luísa, em 1703, com Isabel Helena de Vieregg filha de um diplomata prussiano e, em 1712, com a filha do então chanceler Reventlow, a jovem Ana Sofia, a quem ele conheceu em um baile de mascaras durante a estada da corte em Jutlândia no castelo de Kolding. Ambas esposas morganáticas lhe deram inúmeros filhos, porém todos morreram prematuramente não chegando a mais de um ano vida, isso foi mais tarde tido pelo clérigo e nobres como castigo da divina providencia de Deus.

### Morte e legado
No dia seguinte ao funeral da rainha, Frederico voltou a casar-se com Ana Sofia e elevou-a ao estatuto de rainha com um cortejo por Copenhaga, que levou a discórdia familiar na casa real. Apesar das suas relações de bigamia, a rainha, sempre consciente do seu dever, continuou a dar-lhe filhos. Luísa era muito intima ao seu filho Cristiano. Era extremamente beata e procurou conforto na religião, tendo como principal passatempo a leitura de livros religiosos. Depois de sua morte, o seu interesse pela religião foi louvado pelo clérigo que a comparou à legendária rainha Ester. A sua coleção de quatrocentos livros, que doou à biblioteca real em testamento, era composta maioritariamente de literatura religiosa ascética alemã. Entre 1708-09 ela foi regente do reino enquanto seu marido estava na península Itálica.

## Descendência
| Nome                      | Nascimento             | Morte                 | Notas                                                                  |
| ------------------------- | ---------------------- | --------------------- | ---------------------------------------------------------------------- |
| Cristiano                 | 28 de junho de 1697    | 1 de outubro de 1698  | Morreu na infância                                                     |
| Cristiano VI da Dinamarca | 10 de dezembro de 1699 | 6 de agosto de 1746   | Casou-se com Sofia Madalena de Brandemburgo-Kulmbach; com descendência |
| Frederico Carlos          | 23 de outubro de 1701  | 7 de janeiro de 1702  | Morreu na infância                                                     |
| Jorge                     | 6 de janeiro de 1703   | 12 de março de 1704   | Morreu na infância                                                     |
| Carlota Amália            | 6 de outubro de 1706   | 28 de outubro de 1782 | Não se casou                                                           |